# 수스마사드라 지방

수스마사드라 지방

수스마사드라 지방(아랍어: سوس ماسة درعة, 프랑스어: Souss-Massa-Drâa)은 모로코를 구성하던 16개 지방 가운데 하나로 모로코 중부에 위치했다. 행정 중심지는 아가디르이며 면적은 70,880km2, 인구는 3,113,653명(2004년 기준)이다. 2개 현(아가디르이다우타난 현, 이네즈간아이트멜룰 현)과 6개 주(시투카아이트바하 주, 와르자자트 주, 타루단트 주, 시디이프니 주, 티즈니트 주, 자고라 주)를 관할했다. 2015년에 실시된 행정 구역 개편에 따라 폐지되었다.